# Lea-Francis
La Lea-Francis è stata una casa automobilistica britannica attiva dal 1895 al 1963.

## La storia

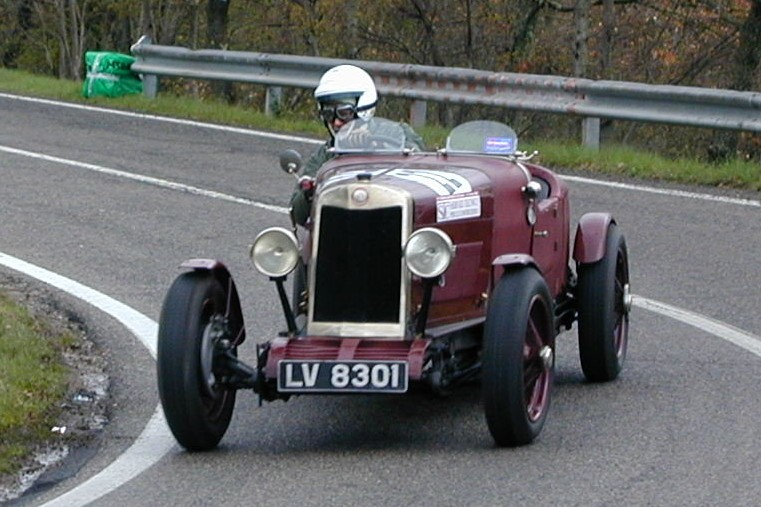
Un esemplare del modello Hyper S

La società fu costituita a Coventry nel 1895 da Richard H. Lea e Graham I. Francis come produttore di biciclette.
Nel 1904 iniziò la produzione di autovetture con la tre cilindri 15 hp costruita su licenza. Nel 1925 iniziò la produzione di modelli sportivi come la Ace of Spades e la Hyper.
Nel dopoguerra la produzione riprese riproponendo modelli concepiti prima del conflitto.
Tra il 1952 e il 1954 fornì motori alla squadra di Formula 1 Connaught.
La produzione cessò nel 1954 ma fu ripresa nel 1960 con tre prototipi del modello Lynx.
L'ultimo prototipo, con motore 8 cilindri a V, fu prodotto nel 1963.